# Можга
Можга (на руски: Можга; на удмуртски: Можга) е град в автономна република Удмуртия, Русия. Населението му през 2018 година е 49 700 души (56,5 % руснаци, 25,8 % удмурти и 15,6 % татари).